# سارون

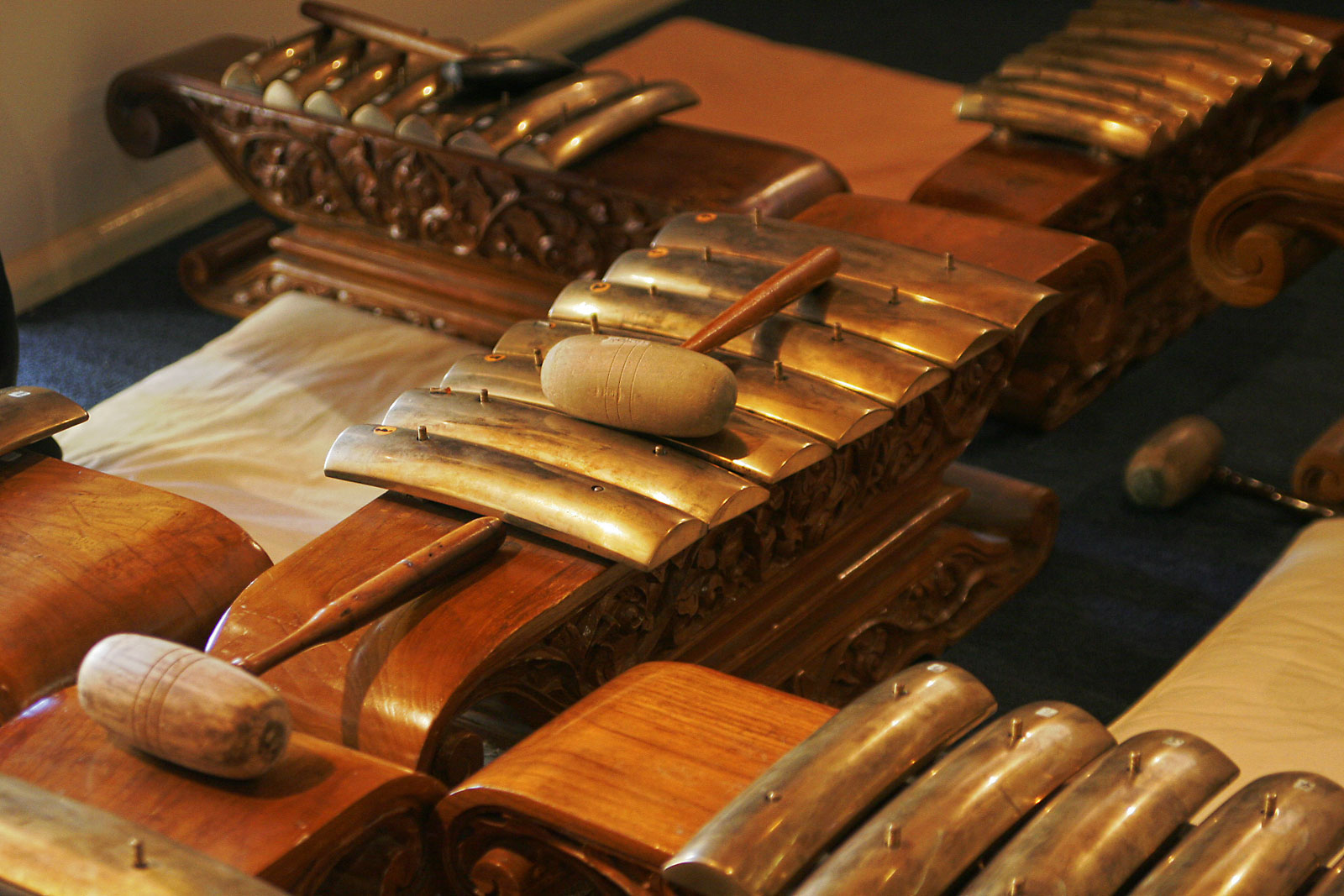
ساز سارون.

سارون گونه‌ای ساز فلزی است که در موسیقی هم‌نوازی اندونزی به‌کار می‌رود. این گونه موسیقی هم‌نوازی، گامِلان نام دارد.
سارون از ۷ میله پهن برنجین تشکیل شده بر روی یک محفظه تشدیدگر قرار گرفته‌اند. برای ایجاد صدا با چکش‌هایی چوبی یا شاخ‌شکل بر روی میله‌های سارون کوبیده می‌شود.
سارون را معمولاً بر روی زمین می‌گذارند و نشسته می‌نوازند.